# 车陆乡
车陆乡，是中华人民共和国黑龙江省黑河市逊克县下辖的一个乡镇级行政单位。

## 行政区划
车陆乡下辖以下地区：
宏伟村、卫东村、车陆村、宏丰村、西双河村、东双河村、库尔滨村、利民村、道干村和宏江村。